# Wyg
Wyg (ros. Выг) – rzeka w północno-zachodniej Rosji, w południowo-wschodniej części należącej do tego państwa Republice Karelii.
Długość 237 km, powierzchnia dorzecza 27 100 km², średni przepływ – 267 m³/s.
Na rzekę składają się dwa cieki wodne:
- Górny Wyg, długości 135 km, wypływający z jeziora Wierchotinnoje i wpadający do jeziora Wygoziero
- Dolny Wyg, długości 102 km, wypływający z Wygoziera

Wyg wpada do Zatoki Oneskiej, stanowiącej część Morza Białego.
Bieg Dolnego Wygu jest uregulowany i wchodzi w skład drogi wodnej łączącej Bałtyk z Morzem Białym – Kanału Białomorsko-Bałtyckiego.
U ujścia rzeki leży karelskie rejonowe miasto Biełomorsk.